# Luis Chacón
Luis Alfredo Chacón Largo (Ureña, Venezuela; 24 de junio de 1995) es un futbolista venezolano que juega como centrocampista en el Ureña Sport Club de la Segunda División de Venezuela.

## Trayectoria
Luis Chacón estuvo presente en el ascenso de la divisa azucarera en el 2015, disputando el Torneo Adecuación de ese año y toda la temporada 2016; en esa última retornarían a la división de plata. En la campaña 2017, estuvieron a un paso de inscribirse nuevamente en la élite del balompié criollo.
En el 2016, mientras militaba en la división de honor, el ureñense accionó en 28 cotejos y definió en tres oportunidades. En la 2017, aportó 13 tantos entre Torneo Apertura, Clausura y Hexagonal Final, además contribuyó con 15 asistencias.
En el 2018 ficha por el Deportivo Táchira.